# Maedeh Borhani
Maedeh Esfahani Borhani, född 22 juni 1988 i Esfahan, är en volleybollspelare (högerspiker). Hon spelar med Irans landslag (som hon var lagkapten för 2018–2021). På klubbnivå har hon spelat med klubbar i Iran, Bulgarien, Turkiet, Grekland och Förenade Arabemiraten. Hon var, tillsammans med Zeinab Giveh, första iranska kvinnliga volleybollspelare att spela på proffsnivå utomlands. Hon var främsta poängvinnare vid Islamic Solidarity Games 2021 (som spelades 2022).